# RNA-interferentie
RNA-interferentie (RNAi), is een biologisch verschijnsel dat voorkomt bij de meeste eukaryoten. De werking van RNAi berust op de remming van mRNA door de complementaire streng.
Wanneer een gen actief is wordt het DNA waaruit het gen is opgebouwd overgeschreven naar enkelstrengs mRNA, dat werkt als een boodschapper. Het mRNA wordt dan op zijn beurt vertaald tot een eiwit (translatie). Indien het mRNA wordt geblokkeerd kan er geen eiwit meer gevormd worden. Aan de basis van RNAi ligt de aanwezigheid van een stuk (enkelstrengs)RNA met de sequentie die complementair is aan het uit te schakelen mRNA. Er ontstaat nu een dubbelstrengs RNA. Dit wordt herkend door het enzym dicer en verknipt in kleine fragmenten, "small interfering RNAs" (siRNA) van ongeveer 25 basenparen lang met een overhang van 2 basen aan het 3'- einde.
Al sinds de jaren tachtig van de twintigste eeuw was bekend dat de antisensketen van een mRNA-molecuul deze kan blokkeren en doen afbreken. RNAi speelt onder andere bij organismen een rol bij de afweer tegen virussen. Daarnaast gebruiken zowel planten als dieren dit mechanisme om de activiteit van genen te controleren en voor genregulatie. Dit gebeurt door de transcriptie van micro-RNA's, korte stukjes RNA die net zoals mRNA gecodeerd worden door DNA.

## Toepassingen
Monogene aandoeningen zoals thalassemie en sikkelcelziekte zouden, vooral wanneer RNAi zou kunnen worden gecombineerd met gentherapie, doeltreffender kunnen worden behandeld. Daarbij wordt ernaar gestreefd een goed functionerend gen aan het erfelijk materiaal toe te voegen.
RNAi wordt ook vaak gebruikt in moleculairbiologisch onderzoek om genen uit te schakelen. Dit kan helpen om de functie van deze genen te achterhalen. In 2006 kregen de Amerikanen Andrew Fire en Craig Mello de Nobelprijs voor de Fysiologie of Geneeskunde voor hun werk aan RNA-interferentie.